# Капудан паша
Капудан пашата (на османски турски: کاپیتان پاشا), или каптан деря (на турски: Kaptan-ı derya) е титул на командващия (капитан) османския флот. Следващите му по ранг са терсане емини, управляващ корабостроителницата, после кетхуда, началник на охраната на корабостроителницата и терсане агаси, помощник на капудан пашата.
До средата на XVI век командващият османския флот имал ранг Санджакбей със седалище в Гелиболу. От времето на Хайредин Барбароса (1533-1546) и след неговата знаменателна победа над неверниците в битка при Превеза, капудан пашата е издигнат в чин бейлербей и ранга везир, и освен това става член на Дивана (Диван-и Хумаюн).
Капудан пашата е бейлербей на Джезаир-и Бахр-и Сефид т.е. разговорно на еялета на Архипелага, а това са гръцките земи, които по време на сухопътна военна кампания е трябвало да подсигурят определено количество джебели, а при морска такава - 4500 обучени моряци, без да се смятат 1893-те морски азапи. Допълнително се набирали още 3-4 хиляди души от Алжир, Тунис, Триполитания и Киренайка.
Капудан пашата имал висок доход съответстващ на високия му статус и статут, който обаче е обезпечавал финансово и многочислената му свита.
Кючуккайнарджийският мирен договор нанася смъртоносен удар и на османските военноморски сили, включително посредством т.нар. гръцки търговски флот с възможност последния да изпълнява военни функции и задачи. През 1867 г. този османски институт на каптан-и деря е ликвидиран, като на негово място е създадено османското министерство на военноморския флот (Бахрие Незарети), просъществувало от 1880 до 1927 години.
Известни османски капитани, редом с най-известния Барбароса, са Улудж Али, участник битката при Лепанто и Джезаирли Гази Хасан паша, участник Чесменската битка, впоследствие и велик везир.